# Karin Wall Benesch
Karin Ingeborg Wall Benesch, född 2 oktober 1942 i Karlskrona, är en svensk arkitekt.
Wall Benesch, som är dotter till musikdirektör Torsten Wall och rödakorssyster Elsa Wall, född Larsson, avlade arkitektexamen vid Chalmers tekniska högskola 1966. Hon var anställd på Carlstedt Arkitektkontor AB i Stockholm 1966–1967, på stadsarkitektkontoret i Gävle stad 1968–1969 samt verksam och delägare i CGC Arkitektkontor AB i Göteborg från 1970. Hon deltog i projekteringen av bland annat Östra sjukhuset i Göteborg och Norra Älvsborgs lasarett i Trollhättan.